# Lee Charm
Lee Charm (* 3. April 1954 in Bad Kreuznach als Bernhard Quandt) ist ein deutsch-südkoreanischer Fernsehmoderator und Schauspieler. Er war von August 2009 bis November 2013 Präsident der Nationalen Tourismusbehörde Südkoreas.

## Biographie

### Kindheit und Ausbildung
Bernhard Quandt wurde 1954 als ältestes von sechs Kindern von Helga und Gerhard Quandt in Bad Kreuznach geboren. Seine Eltern betrieben dort von 1954 bis 1989 eine kleine Wäscherei in der Bosenheimer Straße. Am Stadtmauergymnasium, wo er auch Schulsprecher war, legte er das Abitur ab und studierte in Mainz Theologie und Romanistik auf Lehramt. Nach dem Studium engagierte er sich in einer internationalen Kulturstiftung, die eng mit der Vereinigungskirche zusammenarbeitete. Eines Tages kam die Anfrage, ob er nicht für sechs Monate nach Südkorea wolle, um dort Veranstaltungen für die Kirche zu organisieren. Obwohl er nichts von dem Land wusste, sagte er sofort zu. Da er damals sein Lehramtsstudium gerade beendet hatte, reiste Bernhard Quandt 1978 kurz vor seinem Referendariat zum Gymnasiallehrer nach Südkorea.

### Karriere in Südkorea
Nach eigenen Angaben wollte er nur Neues kennenlernen, hatte sich dann aber „in die Menschen verliebt“. Nach sechs Monaten im Land nahm er an einem Redewettbewerb für Ausländer im staatlichen Fernsehen teil, obwohl er damals kaum die koreanische Sprache beherrschte. Er bereitete dafür eine sechsminütige Rede vor (Überschrift der Rede: „Korea – Land der Hoffnungen“), ließ sie von einem Freund übersetzen und lernte sie dann auswendig. Bernhard Quandt gewann den prestigeträchtigen Wettbewerb und gastierte anschließend in mehreren Talkshows. Als Europäer war er eine Attraktion. Danach erhielt er viele Nebenrollen in Fernsehproduktionen, wurde als Fernsehmoderator für Kultur-, Spiel- und Kochshows engagiert und trat in zahlreichen Werbespots auf. Quandt unterrichtete auch als Sprachlehrer zunächst am Goethe-Institut, dann an Schulen und Universitäten und beriet südkoreanische Firmen in Wirtschaftsfragen.

### Südkoreanischer Staatsbürger
Als erster Deutscher überhaupt nahm Quandt 1986 die südkoreanische Staatsbürgerschaft an. Er war außerdem der erste männliche Ausländer überhaupt, der eingebürgert wurde. Frauen aus dem Ausland war dies jahrelang nur über Heirat mit einem Südkoreaner möglich. Das südkoreanische Staatsbürgerschaftsrecht erlaubt es, in den neuen Pass einen neuen Namen eintragen zu lassen. Bernhard Quandt wählte den Namen Lee Han-woo (kor. 이한우, Han-woo heißt übersetzt: „Freund Koreas“), später änderte er seinen Namen in Lee Charm („teilnehmen“, „mitmachen“).
Anfang der neunziger Jahre wurde Lee Charms Lebensgeschichte im südkoreanischen Fernsehen als Seifenoper Das Haus der vielen Töchter verfilmt – die Hauptrolle übernahm er selbst. Ursprünglich waren 50 Folgen geplant, da aber Einschaltquoten von bis zu 70 Prozent die Regel waren und er – als Ausländer – die attraktivste Frau der Serie bekommen sollte, rief das Widerspruch hervor. So wurde ein einheimischer Nebenbuhler in die Handlung integriert und die Zuschauer sollten selbst entscheiden, wer am Ende als Sieger aus dem Liebeswettstreit hervorgeht. Die Mehrheit entschied sich für Lee Charm.
Aufgrund seiner Popularität wurde Lee Charm auch gebeten, in die südkoreanische Politik einzutreten, was er aber zunächst stets ablehnte. Im August 2009 trat er dann die Stelle als Chef der Tourismusbehörde (Korean Tourism Organization) an. Er war der erste eingebürgerte Staatsbürger, der in Südkorea ein hohes Regierungsamt bekleidete. Am 15. November 2013 trat er von diesem Amt zurück, nachdem Medienberichte über angebliche Besuche in Soaplands aufkamen.

## Privates
Quandt heiratete 1982 die Südkoreanerin Yong-bok (용복). 2010 studierte sein Sohn Kay-soo (* ca. 1986) Mathematik in Heidelberg und seine Tochter Mikah (* ca. 1990) Internationale Beziehungen an der Ewha Womans University in Seoul.
Lee Charm beherrscht außer seiner Muttersprache Deutsch und der dortigen Landessprache Koreanisch auch Englisch, Französisch, Latein und Italienisch. Er lernt nach eigener Aussage Chinesisch und Japanisch.

## Positionen und Ämter
- 1992–1994: Verwaltungsratsmitglied der Deutsch-Koreanischen Industrie- und Handelskammer
- 2000–2006: CEO von Charmsmart Inc.
- 2000–2002: Mitglied des „Visit Korea Year Committee“
- 2001–2008: President von Bigwell Inc.
- 2002–2003: Aufsichtsratsmitglied der KTF
- 2004–2007: Unternehmensberater von Kia Motors
- 2007–2008: Unternehmensberater der Yeil Accounting Corp.
- seit Mai 2009: Mitglied des Korean Food Promotion Committee
- 2009–2013: CEO der Korea Tourism Organization (KTO)[2]

## Werke (Auswahl)

### Serien
- 1994–1995: KBS 딸부잣집
- 1995–1996: KBS1 찬란한 여명
- 1995–1996: MBC 제4공화국
- 2003–2004: SBS 천국의 계단 (Stairway to Heaven)
- 2004–2005: SBS 러브스토리 인 하버드
- 2005: MBC 제5공화국 (5th Republic)
- 2006: KBS 서울 1945 (Seoul 1945)
- 2007: SBS 로비스트 (Lobbyist)
- 2007–2008: MBC 뉴하트 (New Heart)
- 2008: SBS/Bayerischer Rundfunk 압록강은 흐른다 (Der Yalu fließt)[5]
- 2008–2009: MBC 에덴의 동쪽 (East of Eden)
- 2009: KTV 이참의 업그레이드 코리아

### Filme
- 2006: 한반도 (Hanbando)

### Bücher
- 1997: 나는 독일제 순 한국인, ISBN 9788970122809
- 2000: 툭 터놓고 씹는 이야기, ISBN 9788953295209
- 2007: 무한한 가능성을 가진 답답한 나라 한국 (Korea: Stuffy with Unlimited Possibility), ISBN 9788987355214